# Борисов, Григорий Григорьевич
Бори́сов Григо́рий Григо́рьевич (24 октября 1924 — 9 марта 2019) — советский военачальник, генерал-полковник (2 ноября 1981).
Член Коммунистической партии в 1944—1991 г. Депутат Совета Союза Верховного Совета СССР 11 созыва (1984—1989) от Черкасской области.

## Биография
Родился в деревне Котельной Вельского уезда Вологодской губернии (в настоящее время Устьянского района Архангельской области).
В Советской армии с 1942 года. Окончил Велико-Устюгское пехотное училище (1943), курсы «Выстрел» (1946), Военную академию им. М. В. Фрунзе (1955), Военную академию Генштаба (1967), Высшие академические курсы при Военной академии Генштаба (1977).
Во время Великой Отечественной войны с июня 1943 в действующей армии: командовал стрелковым взводом и ротой, с декабря 1944 — заместитель командира стрелкового батальона, с февраля 1945 — командир батальона. Воевал на Северо-Западном и 2-м Прибалтийском фронтах.
После войны — командир стрелкового батальона, затем — роты курсантов в военном училище. С мая 1951 преподаватель тактики на курсах переподготовки политсостава военного округа. В 1955-58 офицер и старший офицер отдела штаба военного округа. С февраля 1958 начальник отделения штаба мотострелковой дивизии, командир мотострелкового полка, начальник штаба мотострелковой дивизии, с июля 1967 начальник отдела управления штаба военного округа.
С сентября 1968 по август 1970 года командовал 28-й гвардейской мотострелковой дивизией в 14-й гвардейской армии Одесского военного округа. С августа 1970 года — 1-й заместитель начальника штаба ОдВО. В 1973-76 на ответственных должностях в войсках (Главный военный советник в Сомалийской Демократической республике). С декабря 1976 — начальник штаба Приволжского военного округа. С 1979 — 1-й заместитель начальника Главного управления Генерального штаба. С 31 декабря 1980 года командующий Центральной группой войск. С 30.09.1984 — 1-й заместитель главкома войск направления, в 1988—1989 представитель главкома ОВС гос-в — участников Варшавского договора.
Депутат Верховного Совета СССР 11-го созыва.

## Награды
- Орден Октябрьской революции
- Орден Красного Знамени
- Орден Александра Невского
- Орден Отечественной войны I степени
- Орден Отечественной войны II степени
- Два ордена Красной Звезды
- Орден «За службу Родине в ВС СССР» III степени
- Орден Трудового Красного Знамени
- Орден Богдана Хмельницкого III степени (Украина)
- Медаль «За боевые заслуги»
- Медаль «За воинскую доблесть. В ознаменование 100-летия со дня рождения Владимира Ильича Ленина»
- Медаль «За победу над Германией в Великой Отечественной войне 1941—1945 гг.»
- Медаль «20 лет Победы в Великой Отечественной войне 1941—1945 гг.»
- Медаль «30 лет Победы в Великой Отечественной войне 1941—1945 гг.»
- Медаль «40 лет Победы в Великой Отечественной войне 1941—1945 гг.»
- Медаль «50 лет Победы в Великой Отечественной войне 1941—1945 гг.»
- Медаль «60 лет Победы в Великой Отечественной войне 1941—1945 гг.»
- Медаль «65 лет Победы в Великой Отечественной войне 1941—1945 гг.»
- Медаль «Ветеран Вооружённых Сил СССР»
- Медаль «За укрепление боевого содружества»
- Медаль «30 лет Советской Армии и Флота»
- Медаль «40 лет Вооружённых Сил СССР»
- Медаль «50 лет Вооружённых Сил СССР»
- Медаль «60 лет Вооружённых Сил СССР»
- Медаль «70 лет Вооружённых Сил СССР»
- Медаль «За безупречную службу» I степени
- Медаль «За безупречную службу» II степени
- Нагрудный знак «Воину-интернационалисту»
- Грамота Президиума Верховного Совета УССР
- Знак участника ликвидации последствий аварии на ЧАЭС

Иностранные награды:
- Орден Красного Знамени (ЧССР)
- Медаль «За укрепление дружбы по оружию» I степени (ЧССР)
- Медаль «За боевое содружество» I степени (ЧССР)
- Медаль «40 лет Словацкого Национального восстания»
- Медаль «За боевое содружество» (ГДР)
- Орден «Большая Золотая Медаль» (Сомали)
- Серебряная медаль «За трудовую доблесть» (Сомали)
- Медаль «30 лет Революционных Вооруженных сил Республики Куба» (Куба)
- Медаль «30 лет Победы над милитаристской Японией» (МНР)

## Сочинения
- Борисов Г. Г. Взводным — в первый бой, в победный — комбатом. — Одесса: Инновационно-ипотечный центр, 1999. — 92 с.: ил.-ISBN 966-95569-3-7.
- Борисов Г. Г. Главный военный советник. Воспоминания. На Африканском роге зрела война…. — Одесса: Инновационно-ипотечный центр, 2004. — 328 с.: ил.-ISBN 966-8008-07-3.
- Борисов Г. Г. Чернобыль — место подвигов воинов. — Одесса, Феникс, 2006. — 94 с. — ISBN 966-8631-52-8.
- Борисов Г. Г. Командующий. Воспоминания. — Одесса, Феникс, 2009. — 182 с. — ISBN 978-966-438-174-8.
- О. А. Борисов Григорий Борисов - повесть хроника. ИД. "Устьянский край" 2019 г. - 210 с.